# Itaguaçu da Bahia
Itaguaçu da Bahia là một đô thị thuộc bang Bahia, Brasil. Đô thị này có diện tích 4396,339 km², dân số năm 2007 là 8738 người, mật độ 2 người/km².